# نيكولاس مارتينيز (لاعب كرة قدم)
نيكولاس مارتينيز (بالإسبانية: Nicolás Martínez)‏ (15 فبراير 1989 بنيمبي، باراغواي في باراغواي - ) هو مدرب كرة قدم ولاعب كرة قدم باراغواياني في مركز الوسط. شارك مع منتخب الباراغواي تحت 20 سنة لكرة القدم. أما مع النوادي، فقد لعب مع أوليمبيا أسونسيون ونادي بويبلا ونادي جوفنتودي وناسيونال أسونسيون وCrucero del Norte ‏ وإنديبندينتي ديل فال وTacuary ‏ وروبيو نيو ‏.

## وصلات خارجية
- نيكولاس مارتينيز على موقع الاتحاد الدولي (مؤرشف)  (الإنجليزية)
- نيكولاس مارتينيز على موقع قاعدة بيانات كرة القدم.إي يو (الإنجليزية)
- نيكولاس مارتينيز على موقع Soccerway.com (الإنجليزية)